# Vonda N. McIntyre
Vonda N. McIntyre (n. 28 august 1948, Kentucky, SUA – d. 1 aprilie 2019, Seattle, Washington, SUA) a fost o scriitoare americană de literatură științifico-fantastică.

## Opere publicate

### Romane independente
- The Exile Waiting (1975)
- Dreamsnake (1978)
- Superluminal (1983)
- The Bride (1985)
- Barbary (1986)
- The Moon and the Sun (1997)

### Starfarers
- Starfarers (1989)
- Transition (1991)
- Metaphase (1992)
- Nautilus (1994)

### Star Trek- The Original Series
- The Entropy Effect (1981), (Book 2)
- Enterprise: The First Adventure (1986)

### Star Trek - Movies
- Star Trek: The Wrath of Khan (1982), (Cartea 7)
- Star Trek III: The Search for Spock (1984), (Book 17)
- Star Trek IV: The Voyage Home (1986)
- Duty, Honor, Redemption (2004) (collection of the above three novelizations)

### Star Wars
- The Crystal Star (1994)
  - ro.: Steaua de cristal, editura Amaltea, 2007, ISBN 973-7780-73-6[14]

### Colecții de povestiri
- Fireflood and Other Stories (1979)

### Povestiri
- Breaking Point

Venture Science Fiction Magazine (1970)
- Cages

Quark/4 (1971)
- Only at Night

Clarion (1971)
Fireflood and Other Stories (1979)
- The Galactic Clock

Generation (1972)
- The Genius Freaks

Orbit 12 (1973)
Fireflood and Other Stories (1979)
- Spectra

Orbit 11 (1973)
Fireflood and Other Stories (1979)
- Wings

The Alien Condition (1973)
Fireflood and Other Stories (1979)
- Of Mist, and Grass, and Sand

Analog Science Fiction/Science Fact (October 1973)
Best SF of the Year 3 (1974)
Nebula Award Stories 9 (1974)
Women of Wonder (1975)
Looking Ahead (1975)
The Infinite Web (1977)
The Best of Analog (1978)
Dreamsnake (1978)
Fireflood and Other Stories (1979)
Arbor House Treasury of Modern SF (1980)
Constellations (1980)
The Analog Anthology #1 (1980)
The Road to Science Fiction #4 (1982)
The Science Fiction Hall of Fame, Volume IV (1986)
6 Decades: The Best of Analog (1986)
Great Science Fiction of the 20th Century (1987)
The Best of the Nebulas (1989)
- Recourse, Inc.

Alternities (1974)
Fireflood and Other Stories (1979)
- The Mountains of Sunset, the Mountains of Dawn

The Magazine of Fantasy and Science Fiction (February 1974)
Best Science Fiction Stories of the Year (1975)
Fireflood and Other Stories (1979)
Norton Book of SF (1993)
- Screwtop (Novella)

The Crystal Ship (1976)
The New Women of Wonder (1978)
Fireflood and Other Stories (1979)
Screwtop / The Girl Who Was Plugged In (1989)
- Thanatos

Future Power (1976)
- The End's Beginning

Analog Science Fiction/Science Fact (September 1976)
Fireflood and Other Stories (1979)
- Aztecs

2076: The American Tricentennial (1977)
Best SF of the Year 7 (1978)
Fireflood and Other Stories (1979)
Nebula Winners 13 (1980)
- The Serpent's Death

Analog Science Fiction/Science Fact (February 1978)
Dreamsnake (1978)
- The Broken Dome

Analog Science Fiction/Science Fact (March 1978)
Dreamsnake (1978)
- Fireflood

The Magazine of Fantasy and Science Fiction (November 1979)
Fireflood and Other Stories (1979)
Best SF of the Year 9 (1980)
- Shadows, Moving

Interfaces (1980)
- Elfleda

New Dimensions 12 (1981)
Unicorns! (1982)
- Looking for Satan

Shadows of Sanctuary (1981)
Lythande (1986)
- The Straining Your Eyes Through the Viewscreen Blues

Nebula Winners 15 (1981)
- Transit

Isaac Asimov's Science Fiction Magazine (October 1983)
- Malheur Maar

Full Spectrum 2 (1989)
- Steelcollar Worker

Analog Science Fiction and Fact (November 1992)
- The Adventure of the Field Theorems

Sherlock Holmes in Orbit (1995)
- The Sea Monster's Song

Odyssey, Issue 1 (November/December 1997)
- Little Faces

The Year's Best Science Fiction Twenty-Third Annual Collection (2006)